# Шмидт, Эрих (историк)
Эрих Шмидт (нем. Erich Schmidt; 20 июня 1853, Йена — 29 апреля 1913, Берлин) — германский историк литературы и издатель, сын зоолога Эдуарда Оскара Шмидта.

## Биография
Изучал германскую филологию и историю литературы в университетах Граца, Йены и Страсбурга, в 1875 году получил место приват-доцента в Вюрцбурге.
С 1877 года был профессором германской филологии в Страсбургском университете, в 1880 году занял ту же кафедру в Венском университете, в 1885 году занял пост директора архива Гёте в Веймаре, с 1887 года сделался преемником своего учителя В. Шерера по кафедре немецкого языка и литературы в Берлинском университете.
Главный труд Шмидта — обширная монография о Лессинге: «Lessing. Geschichte seines Lebens und seiner Schriften» (Берлин, 1884—92). Кроме того, он написал следующие труды: «Reinmar v. Hagenau und Heinrich v. Rugge» (Страсбург, 1874); «Richardson, Rousseau und Goethe» (Йена, 1875); «H. L. Wagner. Goethes Jugendgenosse» (1875; 2-е издание, 1879); «Lenz und Klinger, zwei Dichter der Geniezeit» (Берлин, 1886); «Beiträge zur Kenntniss der Klopstockschen Jugendlyrik» (Страсбург, 1880); «Charakteristiken» (Берлин, 1886); «Goethes Faust in ursprünglicher Gestalt, nach der Göchhausenschen Abschrift» (Веймар, 1888; 3-е издание, 1894). Шмидт издал несколько томов «Schriften der Goethe Gesellschaft» (Веймар, 1885) и состоял редактором веймарского издания сочинений Гёте.